# Pan de jengibre de Tula

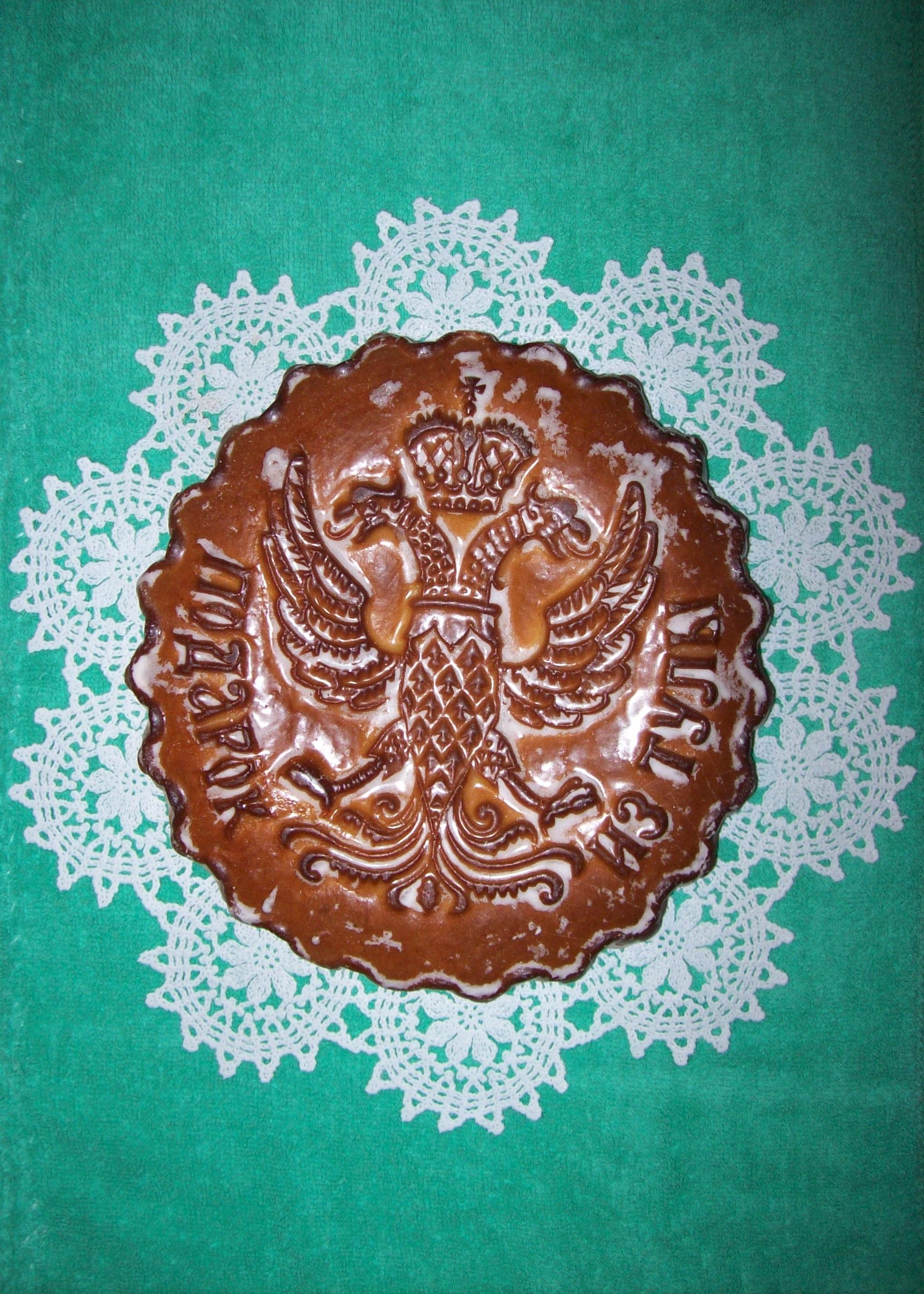
Un pan de jengibre de Tula con el escudo de Rusia impreso.

El pan de jengibre de Tula es un tipo de pan de jengibre impreso originario de la ciudad de Tula (Rusia), y el más famoso de los panes de jengibre rusos.
Normalmente tiene forma plana, a menudo rectangular. Las versiones modernas suelen contener mermelada o leche condensada, pero tradicionalmente se elaboraban con miel.
El pan de jengibre es famoso en Tula desde el siglo XVII. La primera mención al pan de jengibre de Tula aparece en el libro censal de esta ciudad de 1685.
Un museo dedicado a este pan de jengibre abrió en Tula en 1996.